# Жендовиці (Прошовицький повіт)
Жендовиці (пол. Rzędowice) — село в Польщі, у гміні Конюша Прошовицького повіту Малопольського воєводства.
Населення — 209 осіб (2011).
У 1975-1998 роках село належало до Краківського воєводства.

## Демографія
Демографічна структура станом на 31 березня 2011 року:
|          | Загалом | Допрацездатний вік | Працездатний вік | Постпрацездатний вік |
| -------- | ------- | ------------------ | ---------------- | -------------------- |
| Чоловіки | 109     | 35                 | 63               | 11                   |
| Жінки    | 100     | 29                 | 52               | 19                   |
| Разом    | 209     | 64                 | 115              | 30                   |